# Greg Buckingham
Gregory „Greg“ Fenton Buckingham (* 29. Juli 1945 in Riverside, Kalifornien; † 11. November 1990) war ein Schwimmer aus den Vereinigten Staaten, der eine olympische Silbermedaille im Lagenschwimmen gewann.

## Karriere
Greg Buckingham gewann als Student der Stanford University einen Meistertitel der National Collegiate Athletic Association. Insgesamt viermal wurde er Meister der Amateur Athletic Union. 1966 und 1967 stellte Buckingham Weltrekorde über 200 Meter Lagen und 1968 einen Weltrekord über 400 Meter Lagen auf, die aber bereits vor den Olympischen Spielen 1968 in Mexiko-Stadt unterboten wurden.
Bei den olympischen Schwimmwettbewerben startete Buckingham auf beiden Lagendistanzen. Über 200 Meter Lagen gewannen drei Schwimmer aus den Vereinigten Staaten die Medaillen. Es siegte Charles Hickcox mit einer Sekunde Vorsprung vor Greg Buckingham und John Ferris, Vierter wurde der Peruaner Juan Carlos Bello. Über 400 Meter Lagen siegte Charles Hickcox vor Gary Hall. Drei Sekunden hinter Hickcox schlugen der Deutsche Michael Holthaus und Greg Buckingham nahezu zeitgleich an. Holthaus erhielt die Bronzemedaille vor Buckingham.
Greg Buckingham starb 1990 an einem Herzinfarkt. Sein Bruder Lindsey Buckingham wurde 1975 Gitarrist bei Fleetwood Mac. 